# Оскар (кинопремия, 1995)
67-я церемония вручения наград премии «Оскар» за заслуги в области кинематографа за 1994 год состоялась 27 марта 1995 года в выставочном центре Shrine Auditorium (Лос-Анджелес, Калифорния). Церемонию провёл известный американский комик Дэвид Леттерман (его выступление было низко оценено критиками, поэтому в дальнейшем его больше не приглашали быть ведущим на «Оскаре»).
Том Хэнкс с его ролью Форреста Гампа в одноимённом фильме выиграл в номинации «Лучшая мужская роль». Таким образом он стал вторым человеком за всю историю премии (после Спенсера Трейси), кому удалось победить в данной номинации два года подряд. Фильм «Форрест Гамп» помимо упомянутой награды заполучил и пять других, оказавшись лидером этой церемонии как по числу побед, так и по общему количеству номинаций (тринадцать).
Все четыре победителя в актёрских номинациях являются также и обладателями «Золотого глобуса» за те же роли.
«Оскара» в номинации «Лучший фильм на иностранном языке» получил российско-французский фильм режиссёра Никиты Михалкова «Утомлённые солнцем», впоследствии в том же году завоевавший Гран-при Каннского кинофестиваля.
Специальный «Оскар» за выдающийся вклад в развитие киноискусства в этот раз отдали итальянскому режиссёру Микеланджело Антониони. Гуманитарная награда имени Джина Хершолта досталась композитору и музыкальному продюсеру Куинси Джонсу, а мемориальная награда имени Ирвинга Тальберга была вручена Клинту Иствуду.

## Фотогалерея

### Лучшая режиссёрская работа
| Лауреат                         | Номинанты |
| ------------------------------- | --- |
| - Роберт Земекис «Форрест Гамп» | - Квентин Тарантино «Криминальное чтиво» - Роберт Редфорд «Телевикторина» - Кшиштоф Кесьлёвский «Три цвета: Красный» - Вуди Аллен «Пули над Бродвеем» |

### Лучшая мужская роль
| Лауреат                    | Номинанты |
| -------------------------- | --- |
| - Том Хэнкс «Форрест Гамп» | - Найджел Хоторн «Безумие короля Георга» - Пол Ньюман «Без дураков» - Джон Траволта «Криминальное чтиво» - Морган Фримен «Побег из Шоушенка» |

### Лучшая женская роль
| Лауреат                        | Номинанты |
| ------------------------------ | --- |
| - Джессика Лэнг «Голубое небо» | - Миранда Ричардсон «Том и Вив» - Вайнона Райдер «Маленькие женщины» - Сьюзан Сэрэндон «Клиент» - Джоди Фостер «Нелл» |

### Лучшая мужская роль второго плана
| Лауреат                  | Номинанты |
| ------------------------ | --- |
| - Мартин Ландау «Эд Вуд» | - Чезз Палминтери «Пули над Бродвеем» - Пол Скофилд «Телевикторина» - Гэри Синиз «Форрест Гамп» - Сэмюэл Л. Джексон «Криминальное чтиво» |

### Лучшая женская роль второго плана
| Лауреат                          | Номинанты |
| -------------------------------- | --- |
| - Дайан Уист «Пули над Бродвеем» | - Розмари Харрис «Том и Вив» - Хелен Миррен «Безумие короля Георга» - Ума Турман «Криминальное чтиво» - Дженнифер Тилли «Пули над Бродвеем» |

### Особые награды
| - Микеланджело Антониони | - Клинт Иствуд | - Куинси Джонс |

## Список лауреатов и номинантов
Здесь приведён полный список номинантов.
В конкурсе было номинировано 25 полнометражных художественных фильмов и один мультфильм. Из них одиннадцать картин получили награды:
Число наград / общее число номинаций
- 6/13: «Форрест Гамп»
- 2/4: «Король Лев»
- 2/3: «Скорость»
- 2/2: «Эд Вуд»
- 1/7: «Криминальное чтиво»
- 1/6: «Пули над Бродвеем»
- 1/4: «Безумие короля Георга»
- 1/3: «Легенды осени»
- 1/1: «Голубое небо», «Приключения Присциллы, королевы пустыни», «Утомлённые солнцем»
- 0/7: «Побег из Шоушенка»
- 0/4: «Телевикторина»
- 0/3: «Маленькие женщины» и «Три цвета: Красный»
- 0/2: «Без дураков», «Интервью с вампиром», «Прямая и явная угроза», «Том и Вив», «Четыре свадьбы и одни похороны»
- 0/1: «Газета», «Джуниор», «Есть, пить, мужчина, женщина», «Клиент», «Клубника и шоколад», «Королева Марго», «Мэверик», «Маска», «Мечты о баскетболе», «Небесные создания», «Нелл», «Перед дождём», «Правдивая ложь», «Уайетт Эрп», «Фаринелли-кастрат» и «Франкенштейн Мэри Шелли»

### Основные категории
Победители выделены другим цветом. 
| Категории                                                       | Лауреаты и номинанты                                                                          | Лауреаты и номинанты                                                |
| --------------------------------------------------------------- | --------------------------------------------------------------------------------------------- | ------------------------------------------------------------------- |
| Лучший фильм Награду вручали Роберт Де Ниро и Аль Пачино        | • Форрест Гамп (продюсеры: Венди Файнерман, Стив Тиш и Стив Старки)                           | • Форрест Гамп (продюсеры: Венди Файнерман, Стив Тиш и Стив Старки) |
| Лучший фильм Награду вручали Роберт Де Ниро и Аль Пачино        | • Четыре свадьбы и одни похороны (продюсер: Дункан Кенуорси)                                  |                                                                     |
| Лучший фильм Награду вручали Роберт Де Ниро и Аль Пачино        | • Криминальное чтиво (продюсер: Лоренс Бендер)                                                |                                                                     |
| Лучший фильм Награду вручали Роберт Де Ниро и Аль Пачино        | • Телевикторина (продюсеры: Роберт Редфорд, Майкл Джейкобс, Джулиан Крейнин и Майкл Нозик)    |                                                                     |
| Лучший фильм Награду вручали Роберт Де Ниро и Аль Пачино        | • Побег из Шоушенка (продюсер: Ники Марвин)                                                   |                                                                     |
| Лучшая работа режиссёра Награду вручал Стивен Спилберг          |                                                                                               | • Роберт Земекис — «Форрест Гамп»                                   |
| Лучшая работа режиссёра Награду вручал Стивен Спилберг          | • Квентин Тарантино — «Криминальное чтиво»                                                    |                                                                     |
| Лучшая работа режиссёра Награду вручал Стивен Спилберг          | • Роберт Редфорд — «Телевикторина»                                                            |                                                                     |
| Лучшая работа режиссёра Награду вручал Стивен Спилберг          | • Кшиштоф Кесьлёвский — «Три цвета: Красный»                                                  |                                                                     |
| Лучшая работа режиссёра Награду вручал Стивен Спилберг          | • Вуди Аллен — «Пули над Бродвеем»                                                            |                                                                     |
| Лучшая мужская роль Награду вручала Холли Хантер                |                                                                                               | • Том Хэнкс — «Форрест Гамп» (за роль Форреста Гампа)               |
| Лучшая мужская роль Награду вручала Холли Хантер                | • Найджел Хоторн — «Безумие короля Георга» (за роль короля Георга III)                        |                                                                     |
| Лучшая мужская роль Награду вручала Холли Хантер                | • Пол Ньюман — «Без дураков» (за роль Дональда «Салли» Салливана)                             |                                                                     |
| Лучшая мужская роль Награду вручала Холли Хантер                | • Джон Траволта — «Криминальное чтиво» (за роль Винсента Веги)                                |                                                                     |
| Лучшая мужская роль Награду вручала Холли Хантер                | • Морган Фримен — «Побег из Шоушенка» (за роль Эллиса Бойда «Рэда» Рэддинга)                  |                                                                     |
| Лучшая женская роль Награду вручал Том Хэнкс                    |                                                                                               | • Джессика Лэнг — «Голубое небо» (за роль Карли Маршалл)            |
| Лучшая женская роль Награду вручал Том Хэнкс                    | • Миранда Ричардсон — «Том и Вив» (за роль Вивьенн Хей-Вуд)                                   |                                                                     |
| Лучшая женская роль Награду вручал Том Хэнкс                    | • Вайнона Райдер — «Маленькие женщины» (за роль Джозефины «Джо» Марч)                         |                                                                     |
| Лучшая женская роль Награду вручал Том Хэнкс                    | • Сьюзан Сарандон — «Клиент» (за роль Реджины «Реджи» Лав)                                    |                                                                     |
| Лучшая женская роль Награду вручал Том Хэнкс                    | • Джоди Фостер — «Нелл» (за роль Нелл Келлти)                                                 |                                                                     |
| Лучшая мужская роль второго плана Награду вручала Анна Пакуин   |                                                                                               | • Мартин Ландау — «Эд Вуд» (за роль Белы Лугоши)                    |
| Лучшая мужская роль второго плана Награду вручала Анна Пакуин   | • Чезз Палминтери — «Пули над Бродвеем» (за роль Чича)                                        |                                                                     |
| Лучшая мужская роль второго плана Награду вручала Анна Пакуин   | • Пол Скофилд — «Телевикторина» (за роль Марка Ван Дорена)                                    |                                                                     |
| Лучшая мужская роль второго плана Награду вручала Анна Пакуин   | • Гэри Синиз — «Форрест Гамп» (за роль лейтенанта Дэна Тэйлора)                               |                                                                     |
| Лучшая мужская роль второго плана Награду вручала Анна Пакуин   | • Сэмюэл Л. Джексон — «Криминальное чтиво» (за роль Джулса Уиннфилда)                         |                                                                     |
| Лучшая женская роль второго плана Награду вручал Томми Ли Джонс |                                                                                               | • Дайан Уист — «Пули над Бродвеем» (за роль Хелен Синклер)          |
| Лучшая женская роль второго плана Награду вручал Томми Ли Джонс | • Розмари Харрис — «Том и Вив» (за роль Роуз Хей-Вуд)                                         |                                                                     |
| Лучшая женская роль второго плана Награду вручал Томми Ли Джонс | • Хелен Миррен — «Безумие короля Георга» (за роль королевы Шарлотты)                          |                                                                     |
| Лучшая женская роль второго плана Награду вручал Томми Ли Джонс | • Ума Турман — «Криминальное чтиво» (за роль Мии Уоллес)                                      |                                                                     |
| Лучшая женская роль второго плана Награду вручал Томми Ли Джонс | • Дженнифер Тилли — «Пули над Бродвеем» (за роль Оливии Нил)                                  |                                                                     |
| Лучший оригинальный сценарий Награду вручал Энтони Хопкинс      |                                                                                               | • «Криминальное чтиво» — Квентин Тарантино и Роджер Эвери           |
| Лучший оригинальный сценарий Награду вручал Энтони Хопкинс      | • «Три цвета: Красный» — Кшиштоф Кесьлёвский и Кшиштоф Песевич                                |                                                                     |
| Лучший оригинальный сценарий Награду вручал Энтони Хопкинс      | • «Пули над Бродвеем» — Вуди Аллен и Дуглас Макграт                                           |                                                                     |
| Лучший оригинальный сценарий Награду вручал Энтони Хопкинс      | • «Четыре свадьбы и одни похороны» — Ричард Кёртис                                            |                                                                     |
| Лучший оригинальный сценарий Награду вручал Энтони Хопкинс      | • «Небесные создания» — Фрэн Уолш и Питер Джексон                                             |                                                                     |
| Лучший адаптированный сценарий Награду вручал Энтони Хопкинс    | • «Форрест Гамп» — Эрик Рот                                                                   | • «Форрест Гамп» — Эрик Рот                                         |
| Лучший адаптированный сценарий Награду вручал Энтони Хопкинс    | • «Безумие короля Георга» — Алан Беннетт                                                      |                                                                     |
| Лучший адаптированный сценарий Награду вручал Энтони Хопкинс    | • «Без дураков» — Роберт Бентон                                                               |                                                                     |
| Лучший адаптированный сценарий Награду вручал Энтони Хопкинс    | • «Телевикторина» — Пол Аттанасио                                                             |                                                                     |
| Лучший адаптированный сценарий Награду вручал Энтони Хопкинс    | • «Побег из Шоушенка» — Фрэнк Дарабонт                                                        |                                                                     |
| Лучший фильм на иностранном языке Награду вручал Джереми Айронс | • Утомлённые солнцем (Россия) режиссёр: Никита Михалков                                       | • Утомлённые солнцем (Россия) режиссёр: Никита Михалков             |
| Лучший фильм на иностранном языке Награду вручал Джереми Айронс | • Перед дождём / Пред дождот (Македония) реж. Милчо Манчевский                                |                                                                     |
| Лучший фильм на иностранном языке Награду вручал Джереми Айронс | • Есть, пить, мужчина, женщина / 饮食男女 (Тайвань) реж. Энг Ли                               |                                                                     |
| Лучший фильм на иностранном языке Награду вручал Джереми Айронс | • Фаринелли-кастрат / Farinelli (Бельгия) реж. Жерар Корбио                                   |                                                                     |
| Лучший фильм на иностранном языке Награду вручал Джереми Айронс | • Клубника и шоколад / Fresa y chocolate (Куба) реж. Томас Гутьеррес Алеа и Хуан Карлос Табио |                                                                     |

### Другие категории
| Категории | Лауреаты и номинанты |
| --- | --- |
| Лучшая музыка к фильму Награду вручали Хью Грант и Энди Макдауэлл                                                                | • «Король Лев» — Ханс Циммер |
| Лучшая музыка к фильму Награду вручали Хью Грант и Энди Макдауэлл                                                                | • «Маленькие женщины» — Томас Ньюман                                                                                                |
| Лучшая музыка к фильму Награду вручали Хью Грант и Энди Макдауэлл                                                                | • «Побег из Шоушенка» — Томас Ньюман                                                                                                |
| Лучшая музыка к фильму Награду вручали Хью Грант и Энди Макдауэлл                                                                | • «Форрест Гамп» — Алан Сильвестри                                                                                                  |
| Лучшая музыка к фильму Награду вручали Хью Грант и Энди Макдауэлл                                                                | • «Интервью с вампиром» — Эллиот Голденталь                                                                                         |
| Лучшая песня к фильму Награду вручал Сильвестр Сталлоне                                                                          | • «Can You Feel the Love Tonight» — «Король Лев» (музыка Элтона Джона, слова Тима Райса)                                            |
| Лучшая песня к фильму Награду вручал Сильвестр Сталлоне                                                                          | • «Circle of Life» — «Король Лев» (музыка Элтона Джона, слова Тима Райса)                                                           |
| Лучшая песня к фильму Награду вручал Сильвестр Сталлоне                                                                          | • «Hakuna Matata» — «Король Лев» (музыка Элтона Джона, слова Тима Райса)                                                            |
| Лучшая песня к фильму Награду вручал Сильвестр Сталлоне                                                                          | • «Look What Love Has Done» — «Джуниор» (музыка и слова Кэрол Байер Сейджер, Джеймса Ньютона Ховарда, Джеймса Ингрэма и Пэтти Смит) |
| Лучшая песня к фильму Награду вручал Сильвестр Сталлоне                                                                          | • «Make Up Your Mind» — «Газета» (музыка и слова Рэнди Ньюмана)                                                                     |
| Лучшая операторская работа Награду вручал Пол Ньюман                                                                             | • «Легенды осени» — Джон Толл |
| Лучшая операторская работа Награду вручал Пол Ньюман                                                                             | • «Три цвета: Красный» — Пётр Собочинский                                                                                           |
| Лучшая операторская работа Награду вручал Пол Ньюман                                                                             | • «Побег из Шоушенка» — Роджер Дикинс                                                                                               |
| Лучшая операторская работа Награду вручал Пол Ньюман                                                                             | • «Уайетт Эрп» — Оуэн Ройзман |
| Лучшая операторская работа Награду вручал Пол Ньюман                                                                             | • «Форрест Гамп» — Дон Бёрджесс |
| Лучшая работа художника-постановщика Награду вручали Тим Роббинс и Сьюзан Сэрэндон                                               | • «Безумие короля Георга» — Кен Адам и Кэролин Скотт                                                                                |
| Лучшая работа художника-постановщика Награду вручали Тим Роббинс и Сьюзан Сэрэндон                                               | • «Пули над Бродвеем» — Сьюзан Боуд и Санто Локуасто                                                                                |
| Лучшая работа художника-постановщика Награду вручали Тим Роббинс и Сьюзан Сэрэндон                                               | • «Форрест Гамп» — Нэнси Хэй и Рик Картер                                                                                           |
| Лучшая работа художника-постановщика Награду вручали Тим Роббинс и Сьюзан Сэрэндон                                               | • «Интервью с вампиром» — Франческа Ло Скьяво и Данте Ферретти                                                                      |
| Лучшая работа художника-постановщика Награду вручали Тим Роббинс и Сьюзан Сэрэндон                                               | • «Легенды осени» — Дорри Купер и Лилли Килверт                                                                                     |
| Лучший дизайн костюмов Награду вручала Шэрон Стоун                                                                               | • «Приключения Присциллы, королевы пустыни» — Лиззи Гардинер и Тим Чаппел                                                           |
| Лучший дизайн костюмов Награду вручала Шэрон Стоун                                                                               | • «Пули над Бродвеем» — Джеффри Кёрланд                                                                                             |
| Лучший дизайн костюмов Награду вручала Шэрон Стоун                                                                               | • «Маленькие женщины» — Коллин Этвуд                                                                                                |
| Лучший дизайн костюмов Награду вручала Шэрон Стоун                                                                               | • «Маверик» — Эйприл Ферри |
| Лучший дизайн костюмов Награду вручала Шэрон Стоун                                                                               | • «Королева Марго» — Муадель Бикель                                                                                                 |
| Лучший монтаж Награду вручал Стив Мартин                                                                                         | • «Форрест Гамп» — Артур Шмидт |
| Лучший монтаж Награду вручал Стив Мартин                                                                                         | • «Мечты о баскетболе» — Фредерик Маркс, Стив Джеймс и Билл Хогс                                                                    |
| Лучший монтаж Награду вручал Стив Мартин                                                                                         | • «Криминальное чтиво» — Салли Менке                                                                                                |
| Лучший монтаж Награду вручал Стив Мартин                                                                                         | • «Побег из Шоушенка» — Ричард Фрэнсис-Брюс                                                                                         |
| Лучший монтаж Награду вручал Стив Мартин                                                                                         | • «Скорость» — Джон Райт |
| Лучший грим Награду вручала Ума Турман                                                                                           | • «Эд Вуд» — Рик Бэйкер, Ве Нилл и Йоланда Туссинг                                                                                  |
| Лучший грим Награду вручала Ума Турман                                                                                           | • «Форрест Гамп» — Дэниел Стрипик, Холли Д’Амур и Джудит Кори                                                                       |
| Лучший грим Награду вручала Ума Турман                                                                                           | • «Франкенштейн Мэри Шелли» — Дэниел Паркер и Пол Энгелен                                                                           |
| Лучший звук Награду вручала Эллен Баркин                                                                                         | • «Скорость» — Грегг Лэндейкер, Стив Маслоу, Боб Бимер и Дэвид Макмиллан                                                            |
| Лучший звук Награду вручала Эллен Баркин                                                                                         | • «Прямая и явная угроза» — Дональд Митчелл, Майкл Хербик, Фрэнк Монтаньо и Артур Рочестер                                          |
| Лучший звук Награду вручала Эллен Баркин                                                                                         | • «Форрест Гамп» — Рэнди Торн, Том Джонсон, Деннис Сэндс и Уильям Каплан                                                            |
| Лучший звук Награду вручала Эллен Баркин                                                                                         | • «Легенды осени» — Пол Мэсси, Дэвид Кэмпбелл, Кристофер Дэвид и Дуглас Гэнтон                                                      |
| Лучший звук Награду вручала Эллен Баркин                                                                                         | • «Побег из Шоушенка» — Роберт Литт, Эллиот Тайсон, Майкл Хербик и Уилли Бёртон                                                     |
| Лучший звуковой монтаж Награду вручала Сара Джессика Паркер                                                                      | • «Скорость» — Стивен Хантер Флик                                                                                                   |
| Лучший звуковой монтаж Награду вручала Сара Джессика Паркер                                                                      | • «Форрест Гамп» — Глория Бордерс и Рэнди Торн                                                                                      |
| Лучший звуковой монтаж Награду вручала Сара Джессика Паркер                                                                      | • «Прямая и явная угроза» — Брюс Стэмблер и Джон Левек                                                                              |
| Лучшие визуальные эффекты Награду вручал Стивен Сигал                                                                            | • «Форрест Гамп» — Кен Ралстон, Джордж Мёрфи, Стивен Розенбаум и Аллен Холл                                                         |
| Лучшие визуальные эффекты Награду вручал Стивен Сигал                                                                            | • «Маска» — Скотт Сквайрс, Стив Уильямс, Том Бертино и Джон Фархат                                                                  |
| Лучшие визуальные эффекты Награду вручал Стивен Сигал                                                                            | • «Правдивая ложь» — Джон Бруно, Томас Фишер, Жак Строуис и Патрик Маккланг                                                         |
| Лучший документальный полнометражный фильм Награду вручали Джон Траволта и Сэмюэл Л. Джексон                                     | • «Майя Лин: Сильное чистое зрение» (Maya Lin: A Strong Clear Vision)                                                               |
| Лучший документальный полнометражный фильм Награду вручали Джон Траволта и Сэмюэл Л. Джексон                                     | • «Жалобы исправной дочери» (Complaints of a Dutiful Daughter)                                                                      |
| Лучший документальный полнометражный фильм Награду вручали Джон Траволта и Сэмюэл Л. Джексон                                     | • «Воспоминания дня „Д“» (D-Day Remembered)                                                                                         |
| Лучший документальный полнометражный фильм Награду вручали Джон Траволта и Сэмюэл Л. Джексон                                     | • «Свобода мыслей» (Freedom on My Mind)                                                                                             |
| Лучший документальный полнометражный фильм Награду вручали Джон Траволта и Сэмюэл Л. Джексон                                     | • «Военная комната» (A Great Day in Harlem)                                                                                         |
| Лучший документальный короткометражный фильм Награду вручали Джон Траволта и Сэмюэл Л. Джексон                                   | • «Время правосудия» (A Time for Justice)                                                                                           |
| Лучший документальный короткометражный фильм Награду вручали Джон Траволта и Сэмюэл Л. Джексон                                   | • «Блюз Хайвэй» (Blues Highway) |
| Лучший документальный короткометражный фильм Награду вручали Джон Траволта и Сэмюэл Л. Джексон                                   | • «89 мм от Европы» (89 mm od Europy)                                                                                               |
| Лучший документальный короткометражный фильм Награду вручали Джон Траволта и Сэмюэл Л. Джексон                                   | • «Школа американских убийц» (School of the Americas Assassins)                                                                     |
| Лучший документальный короткометражный фильм Награду вручали Джон Траволта и Сэмюэл Л. Джексон                                   | • «Прямо в сердце» (Straight from the Heart)                                                                                        |
| Лучший анимационный короткометражный фильм Победителя объявляли анимированные персонажи Warner Brothers — Даффи Дак и Багз Банни | • «День рождения Боба» (Bob’s Birthday)                                                                                             |
| Лучший анимационный короткометражный фильм Победителя объявляли анимированные персонажи Warner Brothers — Даффи Дак и Багз Банни | • «The Janitor» |
| Лучший анимационный короткометражный фильм Победителя объявляли анимированные персонажи Warner Brothers — Даффи Дак и Багз Банни | • «Монах и рыба» (Le Moine et le poisson)                                                                                           |
| Лучший анимационный короткометражный фильм Победителя объявляли анимированные персонажи Warner Brothers — Даффи Дак и Багз Банни | • «Треугольник» (The Triangle) |
| Лучший анимационный короткометражный фильм Победителя объявляли анимированные персонажи Warner Brothers — Даффи Дак и Багз Банни | • «The Big Story» |
| Лучший игровой короткометражный фильм Награду вручал Тим Аллен                                                                   | • «Эта замечательная жизнь Франца Кафки» (Franz Kafka’s It’s a Wonderful Life)                                                      |
| Лучший игровой короткометражный фильм Награду вручал Тим Аллен                                                                   | • «Тревор» (Trevor) |
| Лучший игровой короткометражный фильм Награду вручал Тим Аллен                                                                   | • «Суд кенгуру» (Kangaroo Court) |
| Лучший игровой короткометражный фильм Награду вручал Тим Аллен                                                                   | • «В надежде» (On Hope) |
| Лучший игровой короткометражный фильм Награду вручал Тим Аллен                                                                   | • «Сироп» (Syrup) |